# Surfaces
Surfaces è un duo musicale statunitense, originario del Texas.
Il duo è composto da Forrest Frank e Colin Padalecki.
Hanno raggiunto il successo internazionale nel 2020 con il singolo Sunday Best, diventato virale su TikTok.

## Storia del gruppo
Il duo si è formato nel 2017 quando Colin Padalecki e sua cugina Alexa, durante il periodo del liceo, hanno iniziato a caricare alcuni brani in rete, attirando l'attenzione di Forrest Frank. Il loro primo album in studio, Surf, è stato pubblicato il 4 dicembre 2017, anticipato dai singoli Be Alright e Falling. Uno dei brani presenti nell'album, 24/7/365, ha ricevuto buon seguito sulle piattaforme di streaming, diventando la loro prima canzone conosciuta.
Nel 2018, dopo aver firmato un contratto con la Caroline Records, hanno pubblicato i singoli Shine on Top e Heaven Falls/Fall on Me, volti ad anticipare il loro secondo progetto, il primo per una major. L'album, Where the Light Is, ha visto la luce il 6 gennaio 2019 e ha dato il via alla svolta internazionale del duo: il terzo singolo, Sunday Best, estratto l'11 luglio seguente, ha iniziato ad accumulare stream e nel tardo autunno del 2019 è diventato virale sulla piattaforma di video sharing TikTok, permettendo alla canzone di entrare nelle classifiche di numerosi paesi, raggiungendo la top 40 in Australia, Canada, Irlanda, Nuova Zelanda e Regno Unito e la top 70 negli Stati Uniti. Where the Light Is ha raggiunto la posizione 120 della Billboard 200.
Parallelamente al successo di Sunday Best, i Surfaces hanno lavorato al loro terzo album in studio, Horizons, pubblicato il 28 febbraio 2020 e accompagnato dai singoli Keep It Gold, Good Day, Bloom e Lazy.

## Formazione
- Forrest Frank – voce, testo e musica, produzione, missaggio (2017-presente)
- Colin Padalecki – testo e musica, produzione (2017-presente)

## Discografia

### Album in studio
- 2017 – Surf
- 2019 – Where the Light Is
- 2020 – Horizons
- 2021 – Pacifico
- 2022 – Hidden Youth
- 2024 – Good Morning

### Singoli
- 2017 – Be Alright
- 2017 – Falling
- 2018 – Low
- 2018 – Shine on Top
- 2018 – Heaven Falls/Fall on Me
- 2019 – Sunday Best
- 2019 – Palm Trees
- 2019 – Take Some Time
- 2019 – Keep It Gold
- 2019 – Good Day
- 2019 – Bloom
- 2020 – Lazy
- 2020 – Learn to Fly (con Elton John)
- 2020 – Sail Away
- 2021 – Wave of You
- 2021 – So Far Away
- 2021 – Sheesh! (con Tai Verdes)
- 2021 – C'est la vie (con Thomas Rhett)
- 2021 – Awaken (Feel Alive) (con Big Wild)
- 2022 – I Can't Help but Feel
- 2022 – What's Been on Your Mind?
- 2022 – Rooftops
- 2023 – Thankful
- 2023 – Real Estate
- 2023 – Cloud
- 2023 – Live It Up (High Tide)
- 2023 – Baby Blue
- 2023 – Don't Let Me Down (con Jvke)
- 2024 – Mexico (con Goth Babe)
- 2024 – Golden